# 말라이카 아로라 칸
말라이카 아로라 칸(힌디어: मलाइका अरोड़ा खान, 영어: Malaika Arora Khan, 1973년 8월 23일 ~ )은 인도의 배우, 모델이다.

## 출연 작품
- 돌리 키 돌리 (2015)